# Polizeiruf 110: Blue Dream – Tod im Regen
Blue Dream – Tod im Regen ist ein deutscher Kriminalfilm von Bodo Fürneisen aus dem Jahr 1993. Der Fernsehfilm erschien als 157. Folge der Filmreihe Polizeiruf 110.

## Handlung
Die junge Rita arbeitet wie ihre beste Freundin Natalie als Kellnerin im Wirtshaus der Eheleute Haller, das seit der kostspieligen Renovierung im Vorjahr Blue Dream heißt. Die Geschäfte gehen schlecht und so kündigt Hannelore Haller Rita an, zukünftig nur noch eine Kellnerin gebrauchen zu können. Vor allem Natalie ist Hannelore ein Dorn im Auge, ist sie doch die heimliche Geliebte ihres Mannes Willi Haller. Andreas wiederum hasst Natalie, da er sie für das Scheitern seiner Ehe mit Rita verantwortlich macht – Rita ist nach der Trennung zu Natalie gezogen.
Natalie plant mit Rita eine neue Zukunft. Beide wollen nach Hamburg gehen und dort eine Boutique eröffnen. Dafür braucht Natalie Geld, hat sie beim Unternehmensberater doch angegeben, zur Ladeneröffnung 70.000 Mark Eigenkapital beizusteuern. Sie plant, das Geld über Erpressung zu besorgen, wobei Rita als Mitwisserin auch ihr Schutz ist. Natalie weiß, dass Willi mit dem in die Bundeswehr übernommenen, früheren NVA-Hauptmann Guido Welz illegale Waffenverkäufe aus NVA-Beständen betreibt und dabei viel Geld einnimmt. Sie verlangt von Guido 100.000 Mark Schweigegeld. Der alarmiert Willi und trifft sich am Abend mit Natalie im Blue Dream. Auch Andreas ist da, zettelt betrunken Streit an und wird von einigen Gästen verprügelt, nachdem Rita ihn vor allen Gästen provoziert hatte. Als Natalie nach der Schicht nach Hause geht, wird sie von hinten erschossen.
Hauptkommissarin Tanja Voigt und Kommissar Jens Hoffman beginnen mit den Ermittlungen. Natalie wurde mit einer russischen Waffe erschossen, doch kommen kaum Täter infrage. Andreas war mit dem Bus nach Hause gefahren, was bestätigt werden kann, Willi, Rita und die Gäste waren noch im Gastraum und Hannelore bereits zu Bett gegangen. Willi berichtet unterdessen Guido, dass Natalie einen Mitwisser hatte; beide vermuten, dass Rita eingeweiht war. Guido gibt Rita 20.000 Mark, damit sie schweigt, doch bringt Andreas ihm das Geld zurück.
Kurz darauf wird die Polizei durch einen anonymen Anruf auf das illegale Waffenlager aufmerksam gemacht, das sich in einer Scheune befindet. Da Tanja Voigt nicht weiß, wer hinter dem Lager steckt, und Guido jede Aussage verweigert, berichtet sie Willi Haller vom Fund. Der packt eilig seine Sachen. Als seine dominante Frau sich weigert, mit ihm zu kommen, und ihm gleichzeitig vorwirft, sich sowieso nicht zu fliehen zu getrauen, macht er ihr deutlich, dass er sie in Kürze verlassen hätte und mit Natalie gegangen wäre. Sie zeigt ihn daraufhin bei Tanja Voigt als Mörder Natalies an und führt die Ermittler zu einem zweiten Waffenlager im Gasthaus. Rita und Andreas wiederum sagen vor Tanja Voigt aus, dass Guido Natalies Mörder sei. In seinem Haus finden die Ermittler die Tatwaffe, doch behauptet Guido, sie sei nicht von ihm; es lassen sich keine Fingerabdrücke feststellen.
Tanja Voigt erfährt, dass sie den Fall aufgrund der Waffenfunde an das Bundeskriminalamt abgeben muss. In der kurzen Zeit, die ihr noch bleibt, wendet sie sich Hannelore Haller zu, glaubt sie doch an eine Beziehungstat aus Eifersucht. Hannelore hat zwar zur Tatzeit nicht geschlafen, war jedoch im Gespräch mit Rita, was diese am Telefon bestätigt. Auf Fotos sieht Tanja Voigt, dass Rita und Natalie die gleichen Regenmäntel besaßen und Natalie ihren trug, als sie erschossen wurde. Sie erkennt, dass nicht Natalie, sondern Rita erschossen werden sollte, die am Tattag ebenfalls ihren Regenmantel trug. Sie alarmiert ihre Kollegen und begibt sich zu Ritas und Andreas’ Wohnung, doch niemand öffnet. Im Inneren bedroht der vor Eifersucht wahnsinnige Andreas Rita, hindert sie am Verlassen der Wohnung und gibt zu, dass er erst sich, dann jedoch sie aus Rache für die Demütigung töten wollte, am Ende aber auch Natalies Tod für einen Neuanfang ihrer Beziehung gut war. Andreas würgt Rita bis zur Bewusstlosigkeit. Anschließend legt er im Zimmer Feuer. Rita kommt zu sich und ersticht Andreas in Notwehr. Kurz darauf stürmt die Polizei das Gebäude.

## Produktion
Blue Dream – Tod im Regen wurde im Kreis Königs Wusterhausen gedreht. Das Drehbuch basiert auf einer Idee von Tom Wittgen, die Tod im Regen 1994 auch als Roman veröffentlichte. Die Kostüme des Films schufen Karmen Koplick und Ulrike Stelzig, die Filmbauten stammen von Klaus Winter. Die Produktionskosten beliefen sich auf rund 1,2 Millionen D-Mark. Der Film erlebte am 17. Oktober 1993 auf der ARD seine Fernsehpremiere. Die Zuschauerbeteiligung lag bei 20 Prozent.
Es war die 157. Folge der Filmreihe Polizeiruf 110 und die erste, die vom ORB und SFB produziert wurde. Hauptkommissarin Tanja Voigt ermittelte in ihrem ersten Fall. Seit 1983 – dem Abschied von Leutnant Vera Arndt (gespielt von Sigrid Göhler) aus der Reihe – war es das erste Mal, dass erneut eine Ermittlerin die Untersuchungen in einem Polizeiruf führte. Dirk Schoedon als Kommissar Jens Hoffmann tritt hier erstmals als Partner von Tanja Voigt auf.
Letztmals ist in diesem Film die Titelmusik von Hartmut Behrsing, die bereits zu DDR-Zeiten verwendet worden war, zu hören.

## Kritik
„Um das überfütterte, mäkelig gewordene Fernsehvolk zu ködern, wurde, wie so oft, zuviel des Guten getan. Zuviel Aufwand, zuviele Stories in der Story, alles so krampfhaft und angestrengt“, fasste die Stuttgarter Zeitung zusammen. Rückblickend bezeichnete die Stuttgarter Zeitung die Folge 1997 hingegen als „zweifellos eine[n] der besten Filme der Reihe in den vergangenen Jahren, nicht nur dank einer glänzend aufgelegten Katja Riemann.“ „Neue Besen kehren gut im altdeutschen Müll“ befand die TV Spielfilm.